# Samsung Omnia 7
Samsung Omnia 7 — первый коммуникатор производства компании Samsung, работающий на операционной системе Windows Phone. Компания Samsung представила смартфон 11 октября 2010 года на несколько часов раньше, чем официальная презентация платформы Windows Phone. Начало продаж в Европе — 21 октября 2010 года.

## Описание
Смартфон представляет собой моноблок с сенсорным дисплеем Super AMOLED размером 4 дюйма. Omnia 7 работает на процессоре Qualcomm QSD8250 с частотой 1 ГГц, внутренней памяти 8 гигабайт, литий-ионном аккумуляторе на 1500 мА/ч. Аппарат имеет основную камеру 5 мегапикселей с автофокусом и LED-вспышкой.